# Rob Bishop
Robert William Bishop dit Rob Bishop, né le 13 juillet 1951 à Kaysville, est un homme politique américain, représentant républicain de l'Utah à la Chambre des représentants des États-Unis de 2003 à 2021.

## Biographie
Diplômé de l'université de l'Utah en 1974, Rob Bishop devient enseignant. Il est élu à la Chambre des représentants de l'Utah de 1979 à 1994. Il préside la Chambre les deux dernières années de son mandat. De 1995 à 2001, il est président du Parti républicain de l'État.
Lors des élections de 2002, il se présente à la Chambre des représentants des États-Unis. Rassemblant 60,9 % des voix face au démocrate Dave Thomas, il est élu représentant du 1er district de l'Utah. Il est depuis réélu tous les deux ans avec au moins 63 % des suffrages. Lors des 114e et 115e congrès, il préside la commission sur les ressources naturelles.
Lors des primaires présidentielles républicaines de 2016, il soutient le sénateur Marco Rubio. Lorsque Donald Trump remporte la nomination, Rob Bishop annonce le soutenir, mais « sans enthousiasme ».
En août 2017, il annonce qu'il est candidat pour un dernier mandat lors des élections de 2018.
Il envisage de se présenter au poste de gouverneur de l'Utah lors de l'élection de 2020, avant d'annoncer en janvier 2020 qu'il ne sera pas candidat. Quelques jours plus tard, Thomas Wright, candidat à l'investiture républicaine pour le poste, le choisit comme candidat au poste de lieutenant gouverneur. Leur ticket ne rassemble toutefois que 8 % des suffrages lors de la primaire républicaine dont il termine à la quatrième position.

### Positionnement politique
Décrit comme un fervent partisan des intérêts des industries pétrolières et gazières, il s'est particulièrement engagé dans la lutte contre les réglementations environnementales. Il a également appelé à réduire le rôle de l'Environmental Protection Agency (EPA) et affirmé que les études scientifiques démontrant l'existence du réchauffement climatique étaient manipulées.